# Estação Kraainem

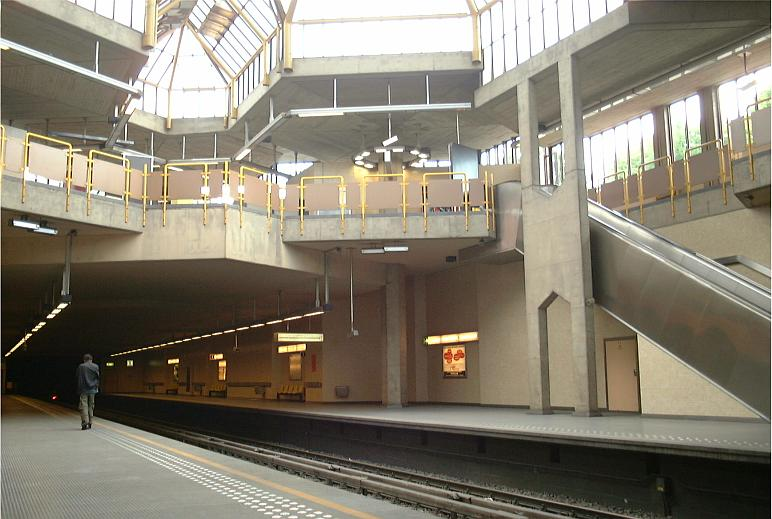
Plataforma de embarque da Estação Kraainem.

Crainhem (fr) ou Kraainem (nl) é uma estação da linha 1 do Metro de Bruxelas.